# Adımı kalbine yaz
Adımı kalbine yaz è l'ottavo album in studio del cantante turco Tarkan, pubblicato nel 2010.

## Tracce
1. Sevdanın son vuruşu – 5:07
2. Acımayacak – 4:32
3. İşim olmaz – 4:13
4. Kayıp – 4:58
5. Öp – 3:47
6. Adımı kalbine yaz – 5:12
7. Sen çoktan gitmişsin – 4:26
8. Usta - Çırak – 3:25
9. Acımayacak (Gürcell Club Mix) – 4:58
10. Adımı kalbine yaz (Ozinga Club Mix) – 4:21
11. Sevdanın son vuruşu (Suat Ateşdağlı Mix) – 5:20
12. Öp (Gürcell Club Mix) – 5:07
13. Sevdanın son vuruşu (Kivanch K Mix) – 9:43